# Heraclides d'Atenes
Heraclides (llatí: Heracleides, en grec antic: Ἡρακλείδης) fou un militar grec a qui el rei de Macedònia Demetri Poliorcetes va nomenar comandant de la guarnició que va deixar a Atenes possiblement l'any 290 aC.
Els atenencs van intentar recuperar i controlar la fortalesa (que no se sap del cert si era el Museum o el Pireu) per unes negociacions secretes amb el cap dels mercenaris caris, Hièrocles de Cària. Però Hièrocles va denunciar l'intent al seu cap Heràclides. Aquest va fer que els atenesos fossin admesos a la fortalesa, fins a 420 homes, i quan van ser dins, els va envoltar amb les seves tropes i els va matar tallant-los a trossos, segons explica Poliè.